# Formica biophilica
Formica biophilica es una especie de hormiga del género Formica, familia Formicidae. Fue descrita científicamente por Trager en 2007.
Se distribuye por los Estados Unidos. Se ha encontrado a elevaciones de hasta 1500 metros. Vive en microhábitats como nidos, aunque también frecuenta bosques caducifolios, praderas y zonas de cultivo.